# Guichenotia glandulosa
Guichenotia glandulosa är en malvaväxtart som beskrevs av C.F.Wilkins. Guichenotia glandulosa ingår i släktet Guichenotia och familjen malvaväxter. Inga underarter finns listade i Catalogue of Life.